# Окиносима (остров)
Окиноси́ма (яп. 沖ノ島) — остров в Японском море. Принадлежит Японии и является частью города Мунаката префектуры Фукуока. Расположен в Корейском проливе между японскими островами Цусима и Осима. Общая площадь — 0,97 км². Максимальная высота 244 метров над уровнем моря. Население острова состоит из одного человека, смотрителя храма.

## Храм Окицу-гу

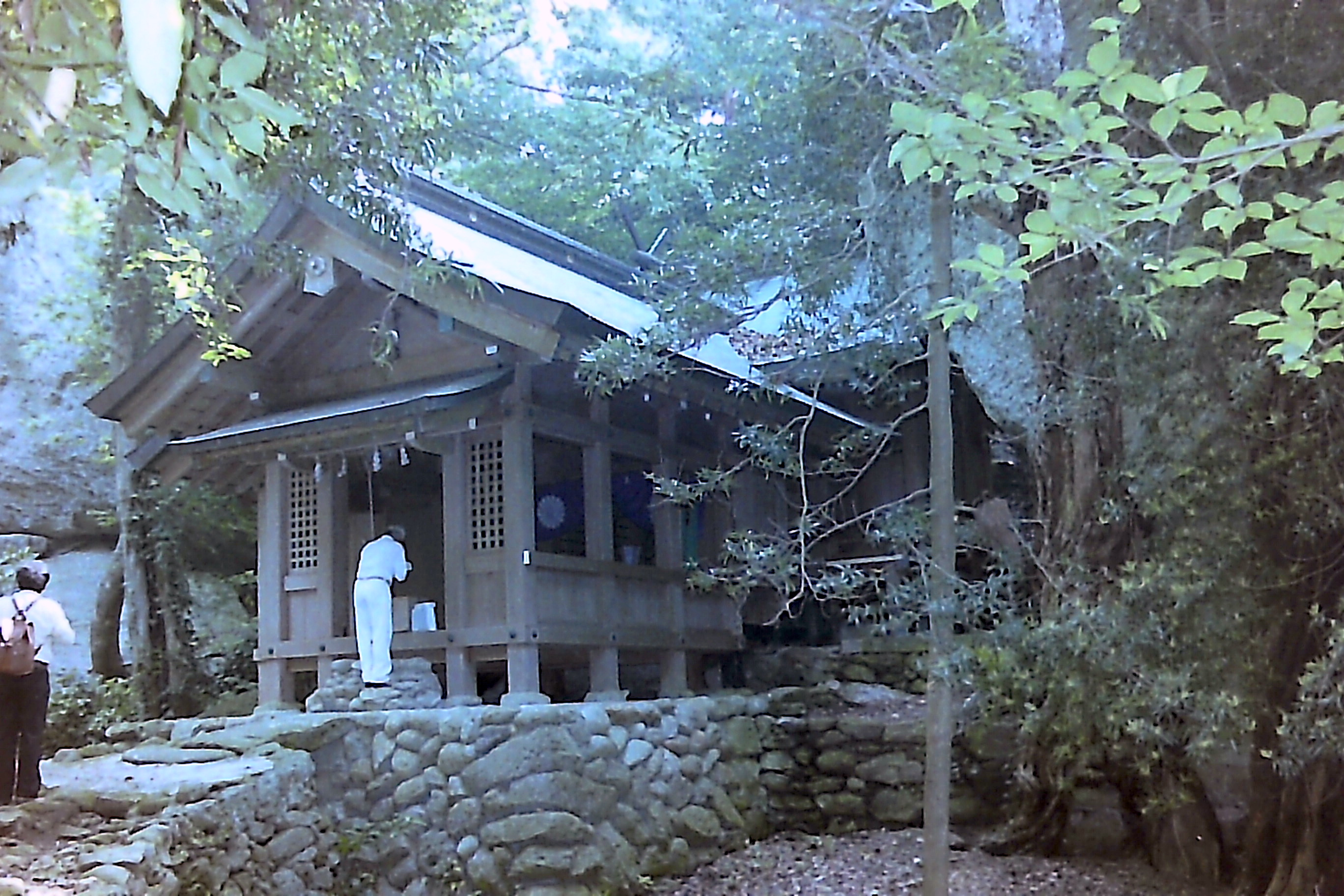
Окицу-гу

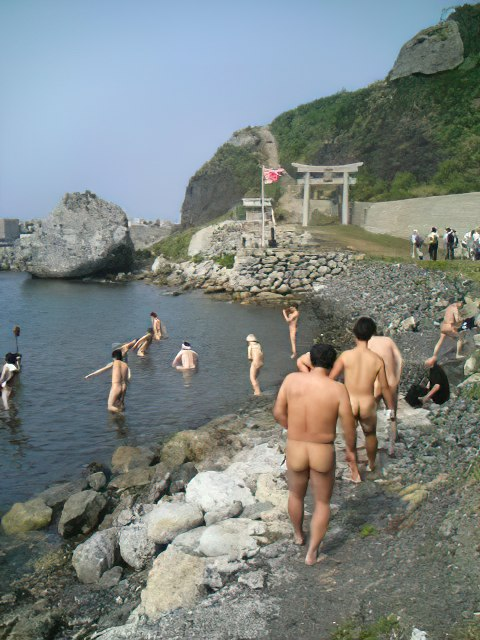
Ритуальное очищение в прибрежных водах

Местные жители считают остров священным. В соответствии с верованиями синтоистов, весь остров представляет собой воплощение богини Тагори Химэ-но-ками — покровительницы мореплавателей. Окиносима входит в комплекс святилищ Мунаката-тайся.
В юго-западной части Окиносимы находится храм Окицу-гу. Он был основан в середине XVII века на этом острове, находившемся там, где тогда проходили оживлённые торговые пути, пролегающие между Корейским полуостровом и Японским архипелагом. На Окиносиме молились за моряков и приносили богине дары во спасение.
После реконструкции в 1932 году храм остаётся практически без изменений, как и ритуалы, посвящённые богине. Эксперты отмечают, что это одно из старейших и наименее посещаемых святилищ страны.
На остров допускаются только паломники-мужчины (не больше 200 человек один раз в год) после обряда очищения. Происходит это в определённый день года, обычно 27 мая — в день памяти моряков, погибших в Цусимском сражении во время Русско-японской войны. Запрет на посещение острова женщинами, вероятно, связан с гендерными ограничениями, существовавшими в Японии до 1872 года, когда новое (после Реставрации Мэйдзи в 1868 г.) правительство Японии принялось за разработку и проведение комплекса реформ, направленных на модернизацию страны.
9 июля 2017 года ЮНЕСКО расширило список объектов Всемирного наследия, включив в него остров Окиносима.